# کوواکی-بوزنو
کوواکی-بوزنو (به لهستانی:  Kołaki-Budzyno) یک روستا در لهستان است که در گمینا اوپینوگورا گورنا واقع شده‌است.